# Créteil
Créteil település Franciaország Île-de-France régiójában, Val-de-Marne megye székhelye (prefektúra). Lakosainak száma 92 859 fő (2022. január 1.). Créteil Maisons-Alfort, Alfortville, Saint-Maur-des-Fossés, Limeil-Brévannes, Bonneuil-sur-Marne, Valenton és Choisy-le-Roi községekkel határos.

## Népesség
A település népességének változása:
| Lakosok száma | 89 989 | 90 739 | 90 052 | 90 605 | 92 265 | 93 246 | 92 566 | 92 989 | 92 859 |
|               | 2013   | 2015   | 2016   | 2017   | 2018   | 2019   | 2020   | 2021   | 2022   |

## Ismert szülöttjei
- Richard Boucher (1932–2017) francia válogatott labdarúgó, edző
- Marc Raquil (1977) atléta, futó
- Christopher Samba (1984) kongói válogatott labdarúgó
- Dejan Manaszkov (1992) macedón válogatott kézilabdázó
- Dan-Axel Zagadou (1999) labdarúgó